# Episodi de Le streghe dell'East End (prima stagione)
La prima stagione della serie televisiva Le streghe dell'East End (Witches of East End) è stata trasmessa in prima visione dalla rete televisiva statunitense Lifetime dal 6 ottobre al 15 dicembre 2013.
In Italia la stagione è stata trasmessa in prima visione dal 3 dicembre 2013 al 18 febbraio 2014 su Fox Life.
| nº | Titolo originale        | Titolo italiano           | Prima TV USA     | Prima TV Italia  |
| -- | ----------------------- | ------------------------- | ---------------- | ---------------- |
| 1  | Pilot                   | Magie, inganni e bugie    | 6 ottobre 2013   | 3 dicembre 2013  |
| 2  | Marilyn Fenwick, R.I.P. | Vendetta senza tempo      | 13 ottobre 2013  | 10 dicembre 2013 |
| 3  | Today I Am a Witch      | Apprendiste streghe       | 20 ottobre 2013  | 17 dicembre 2013 |
| 4  | A Few Good Talismen     | Appuntamento con la morte | 27 ottobre 2013  | 7 gennaio 2014   |
| 5  | Electric Avenue         | Corto circuito            | 3 novembre 2013  | 14 gennaio 2014  |
| 6  | Potentia Noctis         | Il lato oscuro            | 10 novembre 2013 | 21 gennaio 2014  |
| 7  | Unburied                | Il cerchio si stringe     | 17 novembre 2013 | 28 gennaio 2014  |
| 8  | Snake Eyes              | La mappa                  | 24 novembre 2013 | 4 febbraio 2014  |
| 9  | A Parching Imbued       | Rivelazioni               | 1º dicembre 2013 | 11 febbraio 2014 |
| 10 | Oh, What a World!       | Oltre il portale          | 15 dicembre 2013 | 18 febbraio 2014 |

## Magie, inganni e bugie
- Titolo originale: Pilot
- Diretto da: Mark Waters
- Scritto da: Maggie Friedman

### Trama
Una donna identica a Joanna, dopo aver scagliato un incantesimo in un parco, aggredisce una coppia di anziani uccidendo il marito e mandando in coma la moglie. Nel frattempo si sta celebrando la festa di fidanzamento tra Freya e Dash, il suo avvenente e facoltoso fidanzato. La festa si movimenta quando si presenta il fratello di Dash, Killian, che Freya aveva sognato di baciare la notte precedente pur non conoscendolo affatto. Anche Killian sembra aver fatto lo stesso sogno e sembra essersi presentato alla festa solo per Freya, tra i due c'è un'inspiegabile attrazione che li spinge a baciarsi di nascosto nella realtà. Durante la festa, Ingrid la sorella maggiore di Freya, girovagando per la casa trova una foto che sembra appartenere al secolo precedente, nella quale sono ritratte lei e un'altra donna che non conosce (si scoprirà esser sua zia Wendy). Il giorno seguente Ingrid, che ha trascorso la sua vita a studiare la magia pur essendo totalmente scettica al riguardo, fa per gioco un incantesimo di fertilità ad una sua amica che non riesce a rimanere incinta, ma il giorno dopo la ragazza rimane effettivamente incinta, attribuendo il merito della gravidanza proprio all'incantesimo fatto da Ingrid che rimane perplessa dall'accaduto. Nel frattempo in città arriva Wendy, la sorella di Joanna, afflitta dalla maledizione di poter prendere le sembianze di un gatto nero e di avere 9 vite. Wendy è tornata per avvisare Joanna del fatto che i tarocchi hanno previsto un grave pericolo per lei e le sue figlie: qualcuno infatti vuole “ucciderle definitivamente”. La maledizione di Joanna, infatti, è quella di far nascere e rinascere le sue due bambine in eterno, vederle crescere educandole alla magia, ma non vederle invecchiare, perché Freya e Ingrid muoiono sempre prima dei 30 anni. Una volta che Joanna si trova a seppellirle e a compiangerle, è di nuovo incinta al nono mese di Ingrid e la storia ricomincia. Un giorno in cui la casa è vuota, il mutaforma con le sembianze di Joanna entra nel salotto e libera da un dipinto un uomo che vi era stato imprigionato da Freya in una delle sue vite precedenti. Egli era stato innamorato di Freya e aveva provato ad ucciderla perché lei si era rifiutata di sposarlo. Il mutaforma, facendo leva sul suo senso di vendetta, vuole che lui attacchi Freya per ucciderla. L'uomo si reca nel bar in cui lavora Freya che nel frattempo sta giocando a freccette con Killian, dal quale continua ad essere attratta, e la imprigiona in un quadro degli anni '20. Se Freya morirà nel quadro morirà definitivamente anche nella realtà. Wendy viene pugnalata dal mutaforma e Joanna la trova moribonda in cucina. Le due capiscono il piano del mutaforma perché notano che l'uomo è scappato dal quadro e immaginano che cosa voglia fare, ma proprio quando decidono il da farsi la polizia bussa alla loro porta perché la donna che era stata aggredita dal mutaforma si è svegliata e ha riconosciuto Joanna come il suo aggressore. Wendy muore sfruttando un'altra delle sue nove vite. Joanna spiega velocemente a Ingrid che è una strega e che dietro ad uno scaffale troverà il necessario per salvare la vita a sua sorella.

## Vendetta senza tempo
- TItolo originale: Marilyn Fenwick, R.I.P.
- Diretto da: Jonathan Kaplan
- Scritto da: Maggie Friedman

### Trama
Ingrid trova il libro degli incantesimi di famiglia e decide di usarne uno per riportare in vita sua zia Wendy, non sapendo che ha più vite, come i gatti. Quando Wendy si sveglia rimprovera la nipote perché ogni volta che viene usato un incantesimo della resurrezione una persona cara a colui che ha fatto l'incantesimo muore poiché la magia tende a voler ripristinare un equilibrio, quindi qualcuno caro a Ingrid morirà per questo. Joanna nel frattempo è in prigione e chiede di poter parlare con il suo avvocato, un uomo che sa che è una strega e che riuscirebbe a farla uscire di prigione solo su ingente cauzione. Freya è ancora intrappolata nel quadro del pub con Doug, l'uomo la vuole uccidere appiccando un incendio all'interno del quadro stesso. Tuttavia Freya riesce a colpire Doug e a rubargli il coltello magico che lui avrebbe usato per uscire dal quadro prima di soccombere anche lui all'incendio. Una volta uscita dal quadro Freya crede di essere tra le braccia di Killian, ma in realtà a baciarla è Dash. Ingrid credendo che Freya sia ancora intrappolata nel quadro fa un incantesimo creando un varco tra quadro e realtà che permette anche a Doug di uscire.
 Dopo Dash si reca al porto dove è ormeggiata la barca del fratello e tenta di corromperlo affinché lasci la città, poiché ha visto che tra lui e Freya c'è molta attrazione, Killian però rifiuta. Joanna riesce a far arrivare alle figlie e alla sorella il messaggio di cercare i soldi per la cauzione all'interno di una bara al cimitero poiché li aveva nascosti lì preventivamente in caso di necessità. Joanna esce di prigione e si trova a dover affrontare le figlie che sono arrabbiate con lei perché non aveva detto loro chi erano veramente. Freya se ne va arrabbiata e scappa al porto da Killian con il quale sta romanticamente a guardare le stelle, invece Ingrid rimane a casa con la madre e la zia. Mentre le tre stanno parlando Joanna nota che Doug non è più nel suo quadro e chiede a Ingrid e Wendy che cosa ne è stato del quadro appeso nel bagno del pub una volta che Freya è riuscita a scappare. Le tre si recano al pub per controllare, ma quando Freya torna a casa da sola viene attaccata da Doug che la vuole affogare nella vasca da bagno, in quel momento arrivano Wendy, Joanna e Ingrid che riescono a salvarla e ad intrappolare nuovamente Doug in un quadro che decidono di seppellire. Nella scena finale il mutaforma incide un simbolo su un albero del giardino di casa Beauchamp.

## Apprendiste streghe
- Titolo originale: Today I Am a Witch
- Diretto da: Allan Arkush
- Scritto da: Josh Reims

### Trama
Wendy insegna la magia a Freya e Ingrid mentre Joanna deve affrontare i propri problemi. Nel frattempo, Ingrid cerca di riparare alle conseguenze dell'incantesimo della resurrezione, usato per riportare in vita Wendy, usando un altro incantesimo ideato da lei stessa, ma finisce di mettere in pericolo la propria vita. Freya trova difficoltà di controllare sia la magia sia i sentimenti per il fratello del suo fidanzato, Killian.

## Appuntamento con la morte
- Titolo originale: A Few Good Talismen
- Diretto da: Fred Gerber
- Scritto da: Turi Meyer e Al Septien

### Trama
Ingrid lotta con i suoi sentimenti per Adam. Wendy va a sedurre un uomo, Leo Wingate, con l'intenzione di rubare un esemplare farfalla insolita ed usarla su Maura Thatcher, la signora che è sopravvissuta e che ha sporto denuncia contro Joanna. Freya usa un incantesimo per migliorare il rapporto tra  Dash e Killian e per raccoglierli una sera a cena, ma la cosa non va come lei sperava. Ingrid cede ai suoi sentimenti per Adam prima che la maledizione lo uccide.

## Corto circuito
- Titolo originale: Electric Avenue
- Diretto da: Paul Holahan
- Scritto da: Ron Milbauer e Terri Hughes-Burton

### Trama
L'incantesimo di Wendy rende mentalmente instabile Maura Thatcher e, in questo modo, Joanna, in mancanza di testimoni, vince la causa. Ingrid invoca lo spirito Adam e accidentalmente permette anche ad un altro spirito di tornare, il quale torna da Dash e da Killian per rimediare ad un torto fatto in passato. Col risultato che Killian viene fulminato e finisce in ospedale.